# Sebastian Knüpfer

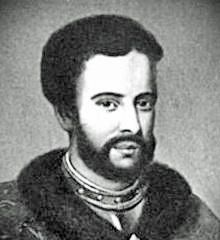
Sebastian Knüpfer

Sebastian Knüpfer, auch Knüpffer, (getauft 6. September 1633 in Asch; † 10. Oktober 1676 in Leipzig) war ein deutscher Komponist und Kirchenmusiker.

## Leben
Die meisten biographischen Informationen über Knüpfer sind aus einem gedruckten Nekrolog entnommen. Laut dem ältesten Kirchenbuch von Asch wurde er am 6. September 1633 getauft. Arnold Schering vermutete, dass der Tauf- zugleich der Geburtstag war. Demgegenüber folgen einige ältere Nachschlagewerke der dazu im Widerspruch stehenden Angabe aus dem Nekrolog und dem Funeralprogramm, die den 7. September als Geburtstag angeben. Der Sohn des Ascher Kantors und Organisten Johann Knüpfer erhielt die erste Ausbildung bei seinem Vater. Es ist überliefert, dass er bereits mit zehn Jahren in seinem Heimatort den Organistendienst versah. Von 1646 bis 1654 besuchte er das Gymnasium poeticum in Regensburg, wo zu seinen wichtigsten Lehrern der dortige Ephorus Balthasar Balduin, der Sohn Friedrich Balduins wurde. Später ging er nach Leipzig, wo er unter anderem unter Johann Adam Schertzer Philosophie studierte. Hier konnte er 1657 mit Unterstützung Johann Philippis die Nachfolge Tobias Michaels im Amt des Thomaskantors der Thomasschule antreten. Um Knüpfer bildete sich ein Kreis angesehener Musiker (u. a. der Nikolaikantor Elias Nathusius, die Thomasorganisten Gerhard Preisensin und Jakob Weckmann und der Arzt Johann Caspar Horn), der Leipzig den Ruf eines bedeutenden Musikzentrums einbrachte. „Die Wahl Knüpfers gereichte dem Musikleben Leipzigs zum Heile und dem Thomaskantorat zum Segen.“ (Arnold Schering) Neben seiner musikalischen Tätigkeit machte er sich auch als Philologe einen guten Namen. 1658 heiratete er Maria Sabina Hagen, mit der er drei Söhne und zwei Töchter hatte.
In Asch wurde 1925 ein Platz nach ihm benannt.

## Werke
Die meisten Werke Knüpfers sind nie gedruckt worden. Er schrieb Motetten, Geistliche Konzerte, Kantaten und Messen. Er komponierte für die Kaiserkrönung Leopolds I. 1658 und für den Aachener Frieden von 1668. 1663 erschien eine Sammlung von Madrigalen und Kanzonetten im Druck.
Seit Beginn des späten 20. Jahrhunderts gibt es einige CD-Aufnahmen mit Werken Knüpfers, so mit dem Johann-Rosenmüller-Ensemble unter Leitung von Arno Paduch (Auswahl „Geistliche Konzerte“), dem King’s Consort (Auswahl „Geistliche Werke“), Weser-Renaissance unter der Leitung von Manfred Cordes (Auswahl „Geistliche Werke“), Cantus Cölln (Thomaskantoren vor Bach) sowie dem Kammerchor Bad Homburg (Geistliche Konzerte „Dies est laetitiae“ und „Machet die Thore weit“).

## Ausgaben
- Arnold Schering (Hrsg.): Sebastian Knüpfer, Johann Schelle, Johann Kuhnau. Ausgewählte Kirchenkantaten. = Denkmäler Deutscher Tonkunst. Band 58/59. Breitkopf & Härtel, Leipzig 1918; online bei IMSLP.
- Stephen Rose (Hrsg.): Leipzig Church Music from the Sherard Collection: Eight Compositions by Sebastian Knüpfer, Johann Schelle, and Johann Kuhnau. Yale University Collegium Musicum series 2, Vol. 20 (A–R Editions, Madison WI 2014)[5]